# George Wetherall

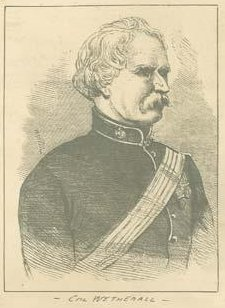
General George Wetherall

Sir George Augustus Wetherall, GCB (* 1788 in Penton, Hampshire, England; † 8. April 1868 in Sandhurst, Berkshire, England) war ein britischer General der British Army.

## Leben
George Augustus Wetherall, Sohn von General Frederick Augustus Wetherall, absolvierte eine Offiziersausbildung am Royal Military College Sandhurst und trat nach deren Abschluss 1803 in die British Army ein. In den folgenden Jahren diente er als Offizier in der Kapkolonie und nahm 1811 am Britisch-Niederländischen Krieg um Java teil. Später diente er in der Präsidentschaft Madras in Britisch-Indien sowie in Niederkanada während der Rebellionen von 1837, wo er unter anderem an der Schlacht um Saint-Charles-sur-Richelieu teilnahm. Nach der Niederschlagung der Rebellionen blieb er in Kanada und verblieb dort bis 1854. 1854 wurde er Nachfolger von General Loftus William Otway als Regimentsoberst des 84th (York and Lancaster) Regiment of Foot und hatte diese Funktion bis zu seiner Ablösung durch General Thomas Wood inne.
Im Dezember 1854 wurde Generalleutnant (Lieutenant-General) Wetherall Nachfolger von Generalleutnant George Cathcart als Generaladjutant (Adjutant-General), einem der höchsten Posten innerhalb des Heeres, und verblieb in dieser Verwendung bis zu seiner Ablösung durch Generalleutnant James Yorke Scarlett im März 1860. Für seine Verdienste wurde er am 5. Februar 1856 zum Knight Commander des Order of the Bath (KCB) geschlagen und führte fortan den Namenszusatz „Sir“. Im Juli 1860 wurde General Wetherall als Nachfolger von Generalleutnant John L. Pennefather als Kommandierender General (General Officer Commanding) des Nordkommandos (Northern Command) und hatte diesen Posten bis Juli 1865 inne, woraufhin Generalleutnant Sydney Cotton seine Nachfolge übernahm. Am 28. März 1865 wurde er zum Knight Grand Cross des Order of the Bath (GCB) erhoben.
Zuletzt wurde General George Wetherall im August 1866 Nachfolger von Generalleutnant Henry David Jones als Gouverneur des Royal Military College Sandhurst. Er bekleidete dieses Amt bis zu seinem Tode am 8. April 1868 und wurde danach von General Duncan Alexander Cameron abgelöst.